# Сантяго (орден)
Вижте пояснителната страница за други значения на Сантяго.
Орден Сантяго де Компостела (на испански: Orden Militar de Santiago) с точно название „Велик военен орден на Меча на свети Яков от Компостела“ е католически военен орден, създаден през 1160 година в Кастилия, чийто покровител е националния покровител на испанците Свети апостол Яков. Под знамената на този орден християните от Галисия и Астурия започват реконкиста срещу маврите мюсюлмани в останалите части на страната.
Сега действа като граждански рицарски орден под покровителството на краля на Испания. През 1290 година от кастилския орден се отделя португалкият орден Сантяго.